# Ælfthryth
Ælfthryth, más nevén Elfrida, (877 körül – 929. június 7.) az utolsó gyermeke Nagy Alfréd wessexi királynak és feleségének, Ealhswith-nek. Szülei házasságából összesen 5 vagy 6 utód született, közöttük Eduárd, aki később Idősebb Eduárd néven követte apját a trónon, illetve Ethelfleda, aki saját jogán Mercia királynője lett.
Ælfthryth később II. Balduin flamand gróf felesége lett, ami az első alkalom az angolszász uralkodók és a flamand grófok közötti dinasztikus kapcsolatokban. Leszármazottaik egyike, Flandriai Matilda később Henrik normandiai herceg felesége lett, aki 1066-ban meghódította Anglia trónját. I. Henrik és Matilda leszármazottai az ősei az Egyesült Királyság jelenlegi uralkodójának, II. Erzsébetnek.
Æthelweard, aki Matilde unokahúgának dedikálta krónikáját, említi nevét és gyermekeiket is. Folcwine krónikájában szintén feljegyzi nevét, de kihagyja leszármazását. Ezzel ellentétben Witger krónikája feljegyzi származását, miszerint „a tengerentúli királyok legnemesebb leszármazottja volt” és szintén megadja fiaik nevét is.
Az Annales Elnonenses tévesen azt állítja, hogy Balduin felesége "Helfeth" és Együgyű Károly felesége, Ogiva testvérek és Adelward angol király lányai lennének. A későbbi flamand krónikák általában (tévesen) Edgár király lányának tartják.
Férje halála után Elftrude, Arnulf és Adalolf fiával együtt, angliai (Levesham, Greenwich és Woolwich-i) földbirtokokat adományozott a genti Saint-Pierre de Gand apátságnak.
Ælfthryth halálával kapcsolatban az egyetlen forrás az Annales Blandiniensis, amely 929-et ad meg, míg a sírfelirat június 7-ét adja meg.

## Leszármazottai
Az angolszász krónikás megadja a házasságból született négy gyermek nevét:
- Arnulf (kb. 885 – 965. március 27.), később I. Arnulf néven flandria grófja.[11]
- Adalolf v. Æthelwulf (kb. 890 – 933. november 13.), Boulogne és Ternois grófja, illetve a St. Bertin apátság apátja, 918-933 között.

Adalolf (akit anyai dédapja, Æthelwulf wessexi király után neveztek el) apjától a Boulogne és Ternois grófja címeket örökölte annak halálakor - ezek a területek viszonylag újonnan kerültek a flamand grófok befolyása alá. Halála után bátyja, Arnulf örökölte ezeket is, újra egy kézben összepontosítva ezeket.
- Ealhswid.
- Ermentrude